# Friedrich Kuhn
Friedrich „Fritz” Kuhn (n. 24 octombrie 1919, Köln, Imperiul German – d. 8 ianuarie 2005, München, Germania) a fost un bober ce a reprezentat Germania, medaliat olimpic. A participat la o ediție a Jocurilor Olimpice (1952) în care a câștigat o medalie de aur.